# Симон Зилот
Симон Зилот (Деяния 1:13, Лука 6:15) или Симон Канаанец, или Симон Хананеец (Матей 10:4, Марк 3:18; на гръцки: Σίμων ὁ Κανανίτης) е един от по-малко познатите ученици сред 12-те апостоли на Исус.
Името Симон се среща във всички синоптични евангелия и книгата „Деяния на Апостолите“ всеки път, когато има списък с апостоли, без допълнителни подробности:
| „                                        | Симона, когото и нарече Петър, и брата му Андрея, Иакова и Йоана, Филипа и Вартоломея, Матея и Тома, Иакова Алфеев и Симона, наречен Зилот, Иуда Яковов, и Иуда Искариот, който и стана предател. | “ |
| Евангелие от Лука 6:14 – 16, Новия Завет | |   |

## Житие
На сватбата на Симон били поканени Исус, Дева Мария и учениците Му. Тук Спасителят направил чудо като петте делви, пълни с вода в вино. (Иоан 2:1-11)
Симон е наречен Зилот, което се превежда „ревнител“, защото бил огнен привърженик и станал след венчавката си ревностен изпълнител на закона Господен и словото на Исус Христос. След даровете на Светия Дух на Петдесятница Симон Зилот тръгнал да разпространява Божието слово. Симон обиколил Египет, Етиопия, Либия, Мавритания и отишъл чак до Британия, която тогава била под властта на император Траян.
В тази си втора мисия в Британия Симон Зилот пристига през първата година от бунта на Боадицея (60 г. сл. Хр.). Той е разпнат на 10 май 61 г. от римлянинът Катус Децианус в Кайстор, в днешен Линкълншър, Великобритания. Според Цезар Бароний и Иполит от Рим първото пристигане на Симон Зилот в Британия е през 44 г. сл. Хр., по време на римското завоевание. Патриарх Никифор I от Константинопол пише:
| „ | Симон, роден в Кана Галилейска, който заради пламенната си привързаност към своя Учител и голямата си ревност, която показваше с всички средства към Евангелието, беше наречен Зилот, след като получи Светия Дух отгоре, пътува през Египет и Африка, след това през Мавритания и цяла Либия, проповядвайки Евангелието. И същата доктрина той преподава на Западното море и островите, наречени Британия. | “ |